# بیلی جرج
بیلی جرج (به انگلیسی: Billy George) بازیکن فوتبال زادهٔ ۲۹ ژوئن ۱۸۷۴ اهل کشور انگلستان که سابقهٔ بازی در تیم ملی فوتبال انگلستان را در کارنامهٔ خود دارد. وی در تاریخ ۳ مارس ۱۹۰۲ نخستین بازی ملی خود را در مقابل تیم ملی فوتبال ولز انجام داد و با حضور در ۳ بازی ملی، در تاریخ ۳ مه ۱۹۰۲ واپسین بازی ملی‌اش را در برابر تیم ملی فوتبال اسکاتلند برگزار کرد.